# Humaira Begum
Humaira Begum (24 luglio 1918 – Roma, 26 giugno 2002) era la moglie del re Mohammed Zahir Shah e ultima regina consorte dell'Afghanistan. Sposò suo cugino di primo grado, il principe ereditario Mohammed Zahir il 7 novembre 1931 a Kabul, e insieme ebbero sei figli maschi e due femmine.

## Ultima regina dell'Afghanistan
L'8 novembre 1933 dopo l'assassinio del re Mohammed Nadir Shah, suo marito fu proclamato nuovo re dell'Afghanistan ed Humaira divenne la nuova regina consorte.
Nel 1946 la regina Humaira creò la società delle donne, seconda istituzione femminile della nazione. Nel 1959 appoggiò il primo ministro Mohammed Daud Khan nella sua richiesta alle donne di rimuovere volontariamente il velo.

## Esilio
Nel 1973, mentre suo marito Mohammed Zahir Shah era in Italia si sottoponeva ad un intervento chirurgico agli occhi oltre che alla terapia per la lombalgia, suo cugino ed ex primo ministro Mohammed Daoud Khan organizzò un colpo di Stato per istituire un governo repubblicano. Daoud Khan era stato rimosso dal suo incarico da Zahir Shah circa dieci anni prima. Nell'agosto successivo al colpo di Stato, Zahir Shah abdicò piuttosto che rischiare una vera e propria guerra civile.
Humaira e Zahir Shah trascorsero ventinove anni in esilio in Italia, vivendo in una modesta villa presso l'Olgiata sulla via Cassia, nella parte settentrionale di Roma.

## Morte
Poche settimane prima del suo ritorno in Afghanistan, in cui si sarebbe ricongiunta con il marito che vi era ritornato di recente, Humaira Begum è stata ricoverata in ospedale per problemi respiratori e problemi cardiaci, ed è morta due giorni dopo.
Al suo rientro in Afghanistan, la sua salma è stata accolta all'aeroporto dal personale militare, da alcuni rappresentanti in abiti tradizionali e dai ministri del gabinetto di governo di Hamid Karzai. Le commemorazioni e i funerali sono stati tenuti in due moschee di Kabul, e il corpo è stato tumulato presso il mausoleo reale della città.

## Albero genealogico
|                                                        |                                            |                                                    | Genitori                            |  |  | Nonni |  |  | Bisnonni                                         |  |  | Trisnonni                                                          |  |
|                                                        |                                            |                                                    |                                     |  |  |       |  |  | Sardar Mohammad Yahya Khan, Governatore di Kabul |  |  | Sultano Muhammad Khan Telai, Governatore di Kabul, Peshawar y Koha |  |
|                                                        |                                            |                                                    |                                     |  |  |       |  |  | Sardar Mohammad Yahya Khan, Governatore di Kabul |  |  | Sultano Muhammad Khan Telai, Governatore di Kabul, Peshawar y Koha |  |
|                                                        |                                            | Una dama del clan Popalzai                         |                                     |  |  |       |  |  | Sardar Mohammad Yahya Khan, Governatore di Kabul |  |  |                                                                    |  |
| Sardar Muhammad Asif Khan                              |                                            |                                                    |                                     |  |  |       |  |  | Sardar Mohammad Yahya Khan, Governatore di Kabul |  |  |                                                                    |  |
|                                                        |                                            | Hamdan Sultana Begum                               | Muhammad Akbar Khan                 |  |  |       |  |  |                                                  |  |  |                                                                    |  |
|                                                        |                                            | Hamdan Sultana Begum                               | Muhammad Akbar Khan                 |  |  |       |  |  |                                                  |  |  |                                                                    |  |
|                                                        |                                            | Hamdan Sultana Begum                               | …                                   |  |  |       |  |  |                                                  |  |  |                                                                    |  |
| Sardar Ahmad Shah Khan                                 |                                            | Hamdan Sultana Begum                               |                                     |  |  |       |  |  |                                                  |  |  |                                                                    |  |
|                                                        |                                            | …                                                  | …                                   |  |  |       |  |  |                                                  |  |  |                                                                    |  |
|                                                        |                                            | …                                                  | …                                   |  |  |       |  |  |                                                  |  |  |                                                                    |  |
|                                                        |                                            | …                                                  | …                                   |  |  |       |  |  |                                                  |  |  |                                                                    |  |
| Murwarid Begum                                         |                                            | …                                                  |                                     |  |  |       |  |  |                                                  |  |  |                                                                    |  |
|                                                        |                                            | …                                                  | …                                   |  |  |       |  |  |                                                  |  |  |                                                                    |  |
|                                                        |                                            | …                                                  | …                                   |  |  |       |  |  |                                                  |  |  |                                                                    |  |
|                                                        |                                            | …                                                  | …                                   |  |  |       |  |  |                                                  |  |  |                                                                    |  |
| Humaira Begum                                          |                                            | …                                                  |                                     |  |  |       |  |  |                                                  |  |  |                                                                    |  |
|                                                        | Loinab Sher Dil Khan, Governatore di Balkh | …                                                  |                                     |  |  |       |  |  |                                                  |  |  |                                                                    |  |
|                                                        | Loinab Sher Dil Khan, Governatore di Balkh | …                                                  |                                     |  |  |       |  |  |                                                  |  |  |                                                                    |  |
|                                                        | Loinab Sher Dil Khan, Governatore di Balkh | …                                                  |                                     |  |  |       |  |  |                                                  |  |  |                                                                    |  |
| Loinab Khush Dil Khan, Governatore di Kabul e Kandahar | Loinab Sher Dil Khan, Governatore di Balkh |                                                    |                                     |  |  |       |  |  |                                                  |  |  |                                                                    |  |
|                                                        |                                            | …                                                  | …                                   |  |  |       |  |  |                                                  |  |  |                                                                    |  |
|                                                        |                                            | …                                                  | …                                   |  |  |       |  |  |                                                  |  |  |                                                                    |  |
|                                                        |                                            | …                                                  | …                                   |  |  |       |  |  |                                                  |  |  |                                                                    |  |
| Zarin Begum                                            |                                            | …                                                  |                                     |  |  |       |  |  |                                                  |  |  |                                                                    |  |
|                                                        |                                            | Sardar Dost Muhammad Khan                          | Sardar Payinda Muhammad Khan        |  |  |       |  |  |                                                  |  |  |                                                                    |  |
|                                                        |                                            | Sardar Dost Muhammad Khan                          | Sardar Payinda Muhammad Khan        |  |  |       |  |  |                                                  |  |  |                                                                    |  |
|                                                        |                                            | Sardar Dost Muhammad Khan                          | Zainab Begum                        |  |  |       |  |  |                                                  |  |  |                                                                    |  |
| Sahira Begum                                           |                                            | Sardar Dost Muhammad Khan                          |                                     |  |  |       |  |  |                                                  |  |  |                                                                    |  |
|                                                        |                                            | Una figlia del Sardar Agha Muhammad Khan Qizilbash | Sardar Agha Muhammad Khan Qizilbash |  |  |       |  |  |                                                  |  |  |                                                                    |  |
|                                                        |                                            | Una figlia del Sardar Agha Muhammad Khan Qizilbash | Sardar Agha Muhammad Khan Qizilbash |  |  |       |  |  |                                                  |  |  |                                                                    |  |
|                                                        |                                            | Una figlia del Sardar Agha Muhammad Khan Qizilbash | …                                   |  |  |       |  |  |                                                  |  |  |                                                                    |  |
|                                                        |                                            | Una figlia del Sardar Agha Muhammad Khan Qizilbash |                                     |  |  |       |  |  |                                                  |  |  |                                                                    |  |